# Monumento a Olmedo
El Monumento a José Joaquín de Olmedo es un monumento de la ciudad de Guayaquil, Ecuador, diseñado por el francés Jean Alexandre Falguière, a petición del Concejo Municipal de la ciudad de Guayaquil del año 1878 para celebrar la memoria de José Joaquín de Olmedo, poeta, abogado y político guayaquileño. Está ubicado en el Malecón 2000 a orillas del Río Guayas, específicamente en la intersección de las calles Olmedo y Malecón Simón Bolívar. 

## Historia
En 1878 el Consejo Municipal de Guayaquil resolvió la creación de un monumento para conmemorar a José Joaquín de Olmedo, para lo cual organizó el Comité Olmedo, para que se cumpliese este propósito. El Comité lo conformaron Pedro Carbo como presidente, Ignacio Roca como vicepresidente, Francisco Xavier Aguirre Jado como secretario, Francisco Coronel como tesorero, Manuel Marcos, Antonio María Icaza Paredes, Eduardo Wright, Tácito Cucalón, Gabriel Murillo, Manuel María Suárez, Pedro José Noboa, Martín Icaza Paredes, Juan Illingworth, Francisco Campos, Juan Bautista Elizalde y José Antonio Gómez. 
El principal ingreso de recurso monetario para la erección de la estatua fue la promoción de suscripciones, funciones de teatro, exposiciones, etc. Las contribuciones de vecinos del sector del Barrio del Astillero, el Tesorero Público y el Congreso Nacional, aparte de la gestión que realizara el comité, permitió juntar la cantidad de 37 000 sucres. 

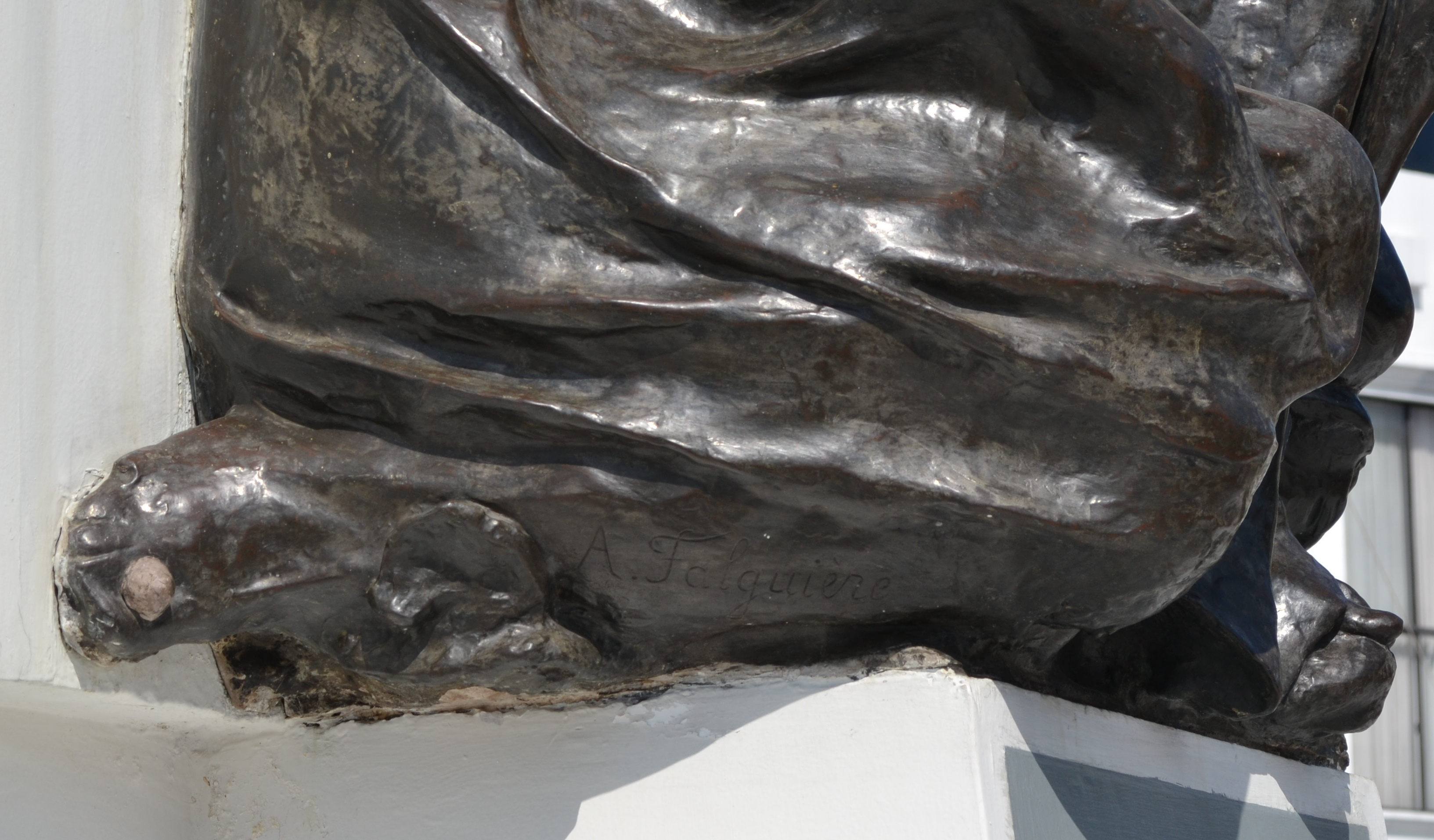
Firma de Jean Alexandre Falguière en el Monumento

El Comité Olmedo encargó a Clemente Ballén, cónsul general del Ecuador en París que inicie las gestiones requeridas para la contratación de un artista que realizara la estatua. Este contactó a Jean Alexandre Falguière, quien trabajó en conjunto con el cónsul en el modelado y completación de la estatua. Enviado el monumento a Guayaquil, en la ciudad se requirió de la presencia del arquitecto italiano Rocco Queirolo para dirigir los trabajos de erección y emplazamiento.
El monumento se inauguró el 9 de octubre de 1892, primero en la intersección de las Avenidas Olmedo (entonces llamada Zaraguro) y Eloy Alfaro.

## Controversia

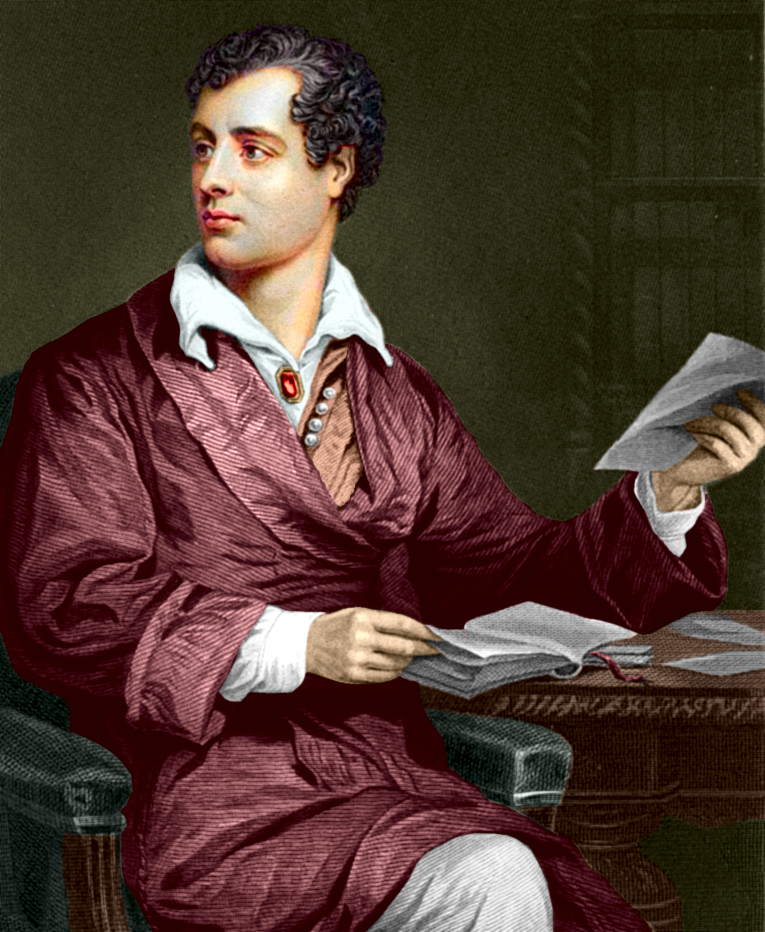
Retrato de Lord Byron.

La creencia popular de que el monumento a Olmedo que se encuentra hoy en la ciudad de Guayaquil no corresponde a la figura del prócer, tiene sus posibles orígenes en la similitud con la estatua de Lord Byron que se encuentra en Hyde Park, en Londres. En esta estatua, se observa a Lord Byron sentado, como Olmedo en su monumento.
Sin embargo, la estatua pertenece a Olmedo, pues se certifica por las comunicaciones que Clemente Ballén mantenía con el hijo de Olmedo, que llevaba sus mismos nombres, que el primero seguía el proceso de realización de la estatua, aunque Ballén en sus cartas comunicaba desde 1889 la falta de parecido con su figura:

La estatua se está amoldando en yeso. La actitud es muy noble; pero no estoy contento por la falta de semejanza. Tú recuerdas que lo que me preocupaba era la falta de un retrato de perfil, y ha sucedido, por el contrario, sin poder explicármelo, que de lado es el mismo Olmedo y de frente no se parece.
Clemente Ballén a José Joaquín de Olmedo, hijo de Olmedo, en carta del 11 de abril de 1889